# South Side Soul
Albums de John Wright
Nice 'n' Tasty
(1960)
South Side Soul est le premier album du pianiste de soul jazz américain John Wright, sorti en 1960.
Ce premier album, constitué de compositions qui ont toutes un titre qui fait référence à Chicago, est entièrement consacré au blues à 12 mesures (12-bar blues),,,.

## Historique

### Contexte
En 1936, quand John Wright a deux ans, sa famille, originaire du Kentucky, s'installe à Chicago, une ville où de nombreux Noirs venus des champs de coton du Sud se sont installés entre 1910 et 1920,,.
Au début des années 1940, sa famille déménage vers le quartier de South Side.
Après avoir quitté l'armée en 1955, John Wright joue du jazz pendant 5 ans dans les bars et les clubs de Chicago « en y plaçant la ferveur du gospel de son enfance ».
En 1960, alors qu'il est âgé de 26 ans seulement, un recruteur d'une compagnie de disques lui propose de venir à New York pour enregistrer cinq albums chez Prestige Records.
C'est sur ce label que John Wright enregistre de 1960 à 1962 les albums South Side Soul, Nice 'n' Tasty, Makin' Out, The Last Amen et Mr. Soul sur lesquels il se tourne naturellement vers le style de musique dont il est familier, la tradition musicale du South Side,,,, ce soul jazz que le critique musical Scott Yanow du site AllMusic qualifie de « côté soul du hard bop ».

### Enregistrement

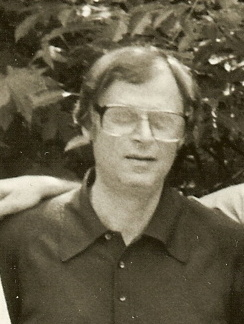
Rudy Van Gelder.

L'album South Side Soul est enregistré le 30 août 1960 au Van Gelder Recording Studio à Englewood Cliffs dans le New Jersey,,,,.
La prise de son est assurée par Rudy Van Gelder, considéré par AllMusic comme « le plus grand ingénieur du son de l'histoire du jazz », dont on estime qu'il a enregistré et mixé plus de 2 000 albums,. Son premier studio, connu durant les années 1950 sous le nom de « Van Gelder Studio, Hackensack, New Jersey », était en fait le salon de ses parents,. Ce n'est qu'en 1959 qu'il ouvrira son studio professionnel, connu sous le nom de « Van Gelder Studio, Englewood Cliffs, New Jersey »,. L'album South Side Soul a donc été enregistré non plus dans le salon des parents de Rudy Van Gelder mais dans le studio professionnel ouvert par lui en 1959.

### Publication et réédition
L'album sort en 1960 en disque vinyle long play (LP) sur le label Prestige Records sous la référence PR 7190,,,.
La notice du LP (original liner notes) est rédigée par le romancier et critique musical LeRoi Jones,, et la photo de John Wright qui orne la pochette est d'Esmond Edwards.
L'album est réédité en LP en 1965 par les labels Prestige et Status Records (un éphémère label à bas prix lancé par Prestige à l'automne 1964) et en 1990 par les labels Prestige et Original Jazz Classics (un label de réédition créé en 1982 par Fantasy Records, propriétaire de Prestige depuis 1971),,,,,.
Il est réédité par Prestige en disque compact en 1992 au Japon.
L'album est réédité en 2012 par le label espagnol Fresh Sound Records sur un double CD de compilation qui reprend les quatre premiers albums de John Wright.

## Accueil critique
Pour le romancier et critique musical LeRoi Jones, auteur de la notice originale (original liner notes) du LP South Side Blues de 1960, « Cet album est comme un tour très branché du quartier sud de Chicago. Le John Wright Trio, trois jeunes hommes qui connaissent cette ville à fond, ont les doigts sur toutes les sources de l'âme de la ville et ils fournissent un commentaire vraiment swinguant dont beaucoup de gens vont être reconnaissants. Je suppose que la chambre de commerce de Chicago sera la dernière à apprécier ».
Pour Joe Goldberg, auteur de la notice du LP suivant (Nice 'n' Tasty, 1960) « L'intérêt de John Wright est qu'il a joué de la musique d'église et qu'il a accompagné des chanteurs de blues. Vivant dans le South Side de Chicago, il a connu les origines de ce style toute sa vie. Il ne joue pas de la soul music parce que c'est à la mode actuellement, mais parce qu'il a été élevé en entendant le piano joué de cette façon. N'ayant jamais eu de formation formelle, il s'est naturellement tourné vers le genre de musique qui lui était familier lorsqu'il a commencé à jouer lui-même. C'est cette qualité naturelle qui a rendu si agréable son premier LP intitulé avec justesse South Side Soul. L'un des meilleurs exemples de musique authentiquement dérivée du gospel se trouve sur cet album, sur la composition 47th and Calumet ».
Le site AllMusic attribue 4 étoiles à l'album South Side Soul. Le critique musical Scott Yanow d'AllMusic qualifie la musique de l'album de « côté soul du hard bop » et souligne que Wright interprète des compositions « qui ont toutes un rapport avec Chicago. Sur des titres tels que "South Side Soul", "Salle St. After Hours" et "Amen Corner", Wright joue avec soul tout en swinguant ».
Pour Derwijes du site Forces parallèles « Avec son toucher chaleureux Wright préfère avant tout l’émotion à la technicité, et l’on y ressent bien l’influence du gospel. Au début on se dit que c'est du jazz pépère sans prise de tête mais dès que l'on commence à y prêter attention correctement on ne le lâche plus. L'ensemble est très homogène et s'écoute comme une seule et longue improvisation. Relaxé et distingué à la fois, ce South Side Soul se révèle peu à peu au fur et à mesure des écoutes pour séduire de plus en plus l'auditeur. Une petite pépite Soul Jazz à laquelle je pourrais reprocher une certaine homogénéité qui fait qu'aucun morceau ne se détache véritablement du lot ».

## Liste des morceaux
| 1. | South Side Soul         | Esmond Edwards    | 5:00 |
| 2. | 47th And Calumet        | John Wright       | 3:54 |
| 3. | La Salle St After Hours | Armond G. Jackson | 5:18 |
| 4. | 63rd And Cottage Grove  | John Wright       | 4:04 |

| 1. | 35th St Blues | Wendell Roberts | 6:59 |
| 2. | Sin Corner    | Armond Jackson  | 5:28 |
| 3. | Amen Corner   | Wendell Roberts | 5:27 |

## Musiciens
- John Wright : piano
- Wendell Roberts : contrebasse
- Walter McCants : batterie